# SV Altlüdersdorf
SV Altlüdersdorf is een Duitse voetbalclub uit Altlüdersdorf, een stadsdeel van Gransee, Brandenburg.

## Geschiedenis
De club werd in 1926 opgericht als SV Altlüdersdorf en werd na WO II ontbonden. Op 1 januari 1970 werd de BSG Traktor Altlüdersdorf opgericht. Na de Duitse hereniging werd opnieuw de historische naam aangenomen. Na elf seizoenen in de Brandenburg-Liga promoveerde de club in 2010 naar de NOFV-Oberliga Nord, de vijfde klasse. In 2019 trok de club zich vanwege financiële redenen terug uit de Oberliga.